# Abitibi-Ouest
Abitibi-Ouest ist eine regionale Grafschaftsgemeinde (französisch municipalités régionales de comté, MRC) in der kanadischen Provinz Québec.
Sie liegt in der Verwaltungsregion Abitibi-Témiscamingue und besteht aus 23 untergeordneten Verwaltungseinheiten (drei Städte, 15 Gemeinden, eine Kantonsgemeinde, zwei Sprengel und zwei gemeindefreie Gebiete). Die MRC wurde am 1. Januar 1983 gegründet. Der Hauptort ist La Sarre. Die Einwohnerzahl beträgt 20.538 (Stand: 2016) und die Fläche 3.334,92 km², was einer Bevölkerungsdichte von 6,2 Einwohnern je km² entspricht.

## Gliederung
Stadt (ville)
- Duparquet
- La Sarre
- Macamic

Gemeinde (municipalité)
- Authier
- Authier-Nord
- Chazel
- Clerval
- Dupuy
- Gallichan
- La Reine
- Normétal
- Palmarolle
- Poularies
- Rapide-Danseur
- Roquemaure
- Sainte-Germaine-Boulé
- Taschereau
- Val-Saint-Gilles

Kantonsgemeinde (municipalité de canton)
- Clermont

Sprengel (municipalité de paroisse)
- Sainte-Hélène-de-Mancebourg
- Saint-Lambert

Gemeindefreies Gebiet (territoire non organisé)
- Lac-Duparquet
- Rivière-Ojima

## Angrenzende MRC und vergleichbare Gebiete
- Jamésie
- Abitibi
- Rouyn-Noranda
- Cochrane District, Ontario